# Non sa che sia dolore
Non sa che sia dolore (Il ignore ce qu'est le chagrin) (BWV 209), est une des deux cantates en italien (avec Amore, traditore BWV 203) supposées de Johann Sebastian Bach. Bien que manquant d'éléments étayant cette thèse, la paternité du Kantor est aujourd'hui fortement remise en cause. Elle aurait été composée à Leipzig en 1729 pour célébrer le retour dans sa ville natale, Eisenach, d'un érudit. Johann Matthias Gesner, qui deviendra le recteur de l'école Saint-Thomas, a souvent été évoqué mais divers éléments biographiques infirment cette thèse. La cantate a peut-être été jouée de nouveau en août 1742 à Leipzig pour la journée au nom du prince électeur Frédéric-Auguste II de Saxe. Le texte est d'auteur inconnu.

## Structure et instrumentation
La cantate est écrite pour flûte traversière, deux violons, alto et basse continue, ainsi qu'un soliste vocal (soprano).
Il y a cinq mouvements :
1. sinfonia en si mineur
2. récitatif : Non sa che sia dolore, soprano
3. aria : Parti pur, e con dolore, soprano
4. récitatif : Tuo saver al tempo e l'eta contrasta, soprano
5. aria : Ricetti gramezza e pavento, soprano